# Самедінов Абдураїм Абдураманович
Абдураїм Абдураманович Самедінов (крим. Abduraim Abduraman oğlu Samedinov, 1900, село Лімена (Лімени) Ялтинського повіту Таврійської губернії, тепер селище Голуба Затока Ялтинського району Автономної Республіки Крим — розстріляний 17 квітня 1938, місто Сімферополь) — радянський діяч, голова Ради народних комісарів Кримської АРСР. Член ЦВК СРСР та ВЦВК РРФСР.

## Життєпис
Народився в селянській родині. У родині, крім нього, було три брати та сестра. Батько помер, коли Абдураїму було десять років. З дитячих років займався важкою фізичною працею. У 1912 році закінчив сільську школу в Ліменах.
З 1920 до квітня 1921 року був членом революційного комітету (ревкому) в Ліменах. У 1921—1922 роках — член земельної комісії та член правління сільськогосподарської артілі.
У 1922 році вступив до комсомолу, став у селі Ліменах першим комсомольцем, організував комсомольський осередок. Паралельно з цим працював у комісії допомоги голодуючим «Помгол» та уповноваженим Алупкинської сільської ради Кримської АРСР.
Член РКП(б) з 1924 року.
У 1925 році закінчив Кримську обласну радпартшколу в Сімферополі.
У 1925—1927 роках — пропагандист агітаційно-пропагандистського відділу Ялтинського районного комітету ВКП(б) Кримської АРСР.
У жовтні 1927 — лютому 1928 року — завідувач агітаційно-пропагандистського відділу Кримського обласного комітету ВКП(б).
У лютому 1928 — січні 1929 року — секретар Карасубазарського районного комітету ВКП(б) Кримської АРСР.
У січні — травні 1929 року — завідувач відділу роботи на селі Кримського обласного комітету ВКП(б).
У травні 1929 — 16 вересня 1937 року — голова Ради народних комісарів Кримської АРСР.
17 вересня 1937 року заарештований УДБ НКВС Кримської АРСР. Звинувачений за статтями 58-7, 8, 11 Карного кодексу РРФСР, «як керівник антирадянської шпигунської організації». 23 вересня 1937 року бюро Кримського обласного комітету ВКП(б) прийняло рішення «за заступництво буржуазних націоналістів і зв'язок з ними виключити Самедінова з лав партії (заарештований органами НКВС)».
17 квітня 1938 року виїзною сесією Військової колегії Верховного суду СРСР засуджений до розстрілу з конфіскацією майна. Вирок виконано того ж дня в Сімферополі.
15 грудня 1956 року Військова колегія Верховного суду СРСР визначила: «вирок Військової колегії Верховного суду СРСР від 17 квітня 1938 року щодо А. Самедінова скасувати, а справу про нього припинити через відсутність складу злочину». Посмертно реабілітований.

## Нагороди та звання
- орден Леніна (15.03.1935)